# Andrew Lockington
Andrew Lockington (Burlington, Ontário, 31 de Janeiro de 1974) é um compositor canadense.

## Carreira
No início da sua carreira, de 1998 a 2002, ele foi assistente de composições orquestrais em diversos filmes com o compositor Mychael Danna.
Recebeu o prémio Breakout Composer of the Year Award do International Film Music Critics Association (IFCMA) em 2009, pelo seu contributo no filme Journey to the Center of the Earth e City of Amber. Foi igualmente nomeado na categoria "Best Original Score for a Fantasy/Science Fiction Film", por City of Ember.
Ele fez a colaboração dos cineastas tais como: Michael McGowan, Eric Brevig e Brad Peyton.
Em 2010, Lockington tive uma encomenda para compor a música do filme da Warner Bros.: Zé Colmeia (Yogi Bear) (2010), foi baseado nas personagens de Hanna-Barbera, mas algumas horas mais tarde, a composição de Lockington foi rejeitada e foi substituído pelo compositor estadunidense John Debney.